# Mortificação

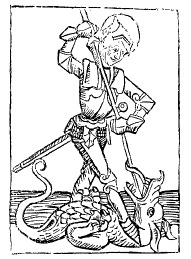
Imagem de ilustração representando a mortificação na visão da Igreja Católica

A mortificação é vista pela teologia católica como uma forma de ascetismo, um meio de ' pôr à morte ' o pecado na vida de um crente. É uma antiga prática religiosa que consiste em realizar um sacrifício físico e, portanto, como meio de participação na Redenção.
Adolphe Tanquerey define a mortificação como sendo "a luta contra as más inclinações para submetê-las à vontade e esta a Deus." Esta prática pertence ao patrimônio espiritual da Igreja: Francisco de Assis, São Bento, Tomás Moro, Paulo VI, Madre Teresa de Calcutá, irmã Lúcia de Fátima e o teólogo suíço e ex-jesuíta Hans Urs von Balthasar, são alguns dentre os muitos monges, religiosos e leigos que a praticaram e ainda praticam com sentido cristão.
O fundamento dogmático do oferecimento como vítima de expiação pela salvação das almas ou por qualquer outro motivo sobrenatural (p. ex.: reparar a glória de Deus ultrajada, liberar almas do purgatório ou atrair a misericórdia divina sobre uma alma determinada, etc.) está na solidariedade sobrenatural, estabelecida por Deus entre todos os membros do Corpo místico de Cristo, atuais ou em potência.

## Finalidade
- Reparação.

A mortificação tem utilidade, não só como penitência, mas para nos purificar das faltas passadas - como reparação: "Completo em mim o que falta à paixão de Cristo", diz São Paulo (Col. I,24) e "Aquele que quiser vir após mim, negue-se a si mesmo e tome a sua cruz e siga-me (Mt. 16,24). Em I Coríntios 9,27, Paulo diz: "Antes subjugo o meu corpo, e o reduzo à servidão, para que, pregando aos outros, eu mesmo não venha de alguma maneira a ficar reprovado" .
- Santificação.

Tem também como finalidade ajudar-nos a nos prevenir contra as faltas do tempo presente e futuro, diminuindo o apego ao prazer, que é uma fonte das faltas pessoais. São João da Cruz sobre isto escreveu: Jamais, se queres chegar a possuir a Cristo, o busque sem a cruz.
De acordo com os teólogos católicos os principais benefícios que a "dor cristã" proporciona são: expiação dos próprios pecados, submete a carne ao espírito, desprende a pessoa das coisas da Terra, purifica e embeleza a alma, alcança tudo de Deus, faz da pessoa verdadeiro apóstolo e nos torna semelhantes a Jesus.

## Prática
Segundo os teólogos e religiosos cristãos, inclusive para aqueles que não creem em Deus, é possível perceber certos aspectos compreensíveis da mortificação voluntária, como a solidariedade no sofrimento, o domínio do corpo, a conveniência de uma livre rebelião à tirania do prazer.
É comum algumas pessoas, por motivos diversos, se submeterem a certos esforços e sacrifícios com fins não religiosos ou mesmo por simples vaidade. Atletas se privam voluntariamente de certos prazeres e comodidades por algum tempo e se submetem a esforços não usuais com a finalidade de atingirem metas desportivas e os pais não raro estimulam os filhos a adquirirem autodisciplina e um pouco de rijeza de caráter privando-os temporariamente de alguns prazeres ou gostos lícitos.
Algumas dietas, com objetivos exclusivamente estéticos, seja na sua duração seja na quantidade de alimento a se abster, superam de longe e em muito os jejuns de fiéis e religiosos cristãos, mesmo dos que vivem em conventos ou clausura rigorosa. A mortificação cristã, naturalmente, deve ser vivida com sentido comum e moderação.
- Distingue-se entre mortificação ativa e passiva.

A mortificação ativa é buscada diretamente, como é o caso, por exemplo, do jejum comum em muitas religiões. A Igreja Católica, por exemplo recomenda pequenos sacrifícios durante o tempo denominado quaresma, e o jejum e a abstinência de carne na Sexta-feira da Paixão e na Quarta-feira de Cinzas, a religião muçulmana prevê jejuns durante o Ramadã. A mortificação passiva é a aceitação voluntária de sacrifícios que vêm dados pela própria vida, como doenças, dificuldades, etc. Com a aceitação desses sacrifícios se pode dar uma dimensão maior a eles.
- A mortificação pode ser interior ou corporal.

A interior se refere ao sacrifício no âmbito da inteligência e da vontade. A corporal se refere ao sacrifício dos sentidos.
Pode cingir-se à renúncia de algum alimento que se tenha preferência ou simplesmente esperar alguns instantes para beber água quando se tem sede. Podem ser também pequenos atos que melhorem o cumprimento dos próprios deveres profissionais ou que tornem mais agradável a convivência com outras pessoas: Sorrir quando se está cansado, terminar uma tarefa no horário previsto, ter presente na cabeça problemas ou necessidades daquelas pessoas que nos são caras e não só os próprios, etc.
Muitas vezes, para um cristão comum, será um sacrifício similar, ou ainda mais fácil, do que aqueles sacrifícios que realizam outras pessoas para perder peso, (dietas, operações) melhorar a forma física (musculação, ginásticas) ou outros legítimos cuidados com o próprio corpo. A mortificação corporal deve ser vivida com bom senso e moderação e não se a deve praticar sem a orientação de um prudente diretor espiritual, ensina a Igreja Católica.

## Autores espirituais
Antonio Royo Marin O. P., na sua obra Teología de la perfection cristiana (pg. 338), diz sobre a prática da mortificação voluntária:
A aceitação resignada das cruzes que Deus nos envia é já um grau muito estimável de amor à Cruz, mas supõe certa "passividade" por parte da alma que as recebe. Mais perfeito ainda é tomar a iniciativa, e, apesar da repugnância que a natureza experimenta, sair-lhe ao passo à dor praticando voluntariamente a mortificação cristã em todas as suas formas.(…)
Ao diretor espiritual corresponde vigiar os passos da alma, não impondo-lhe jamais sacrifícios superiores às suas forças atuais, mas guardando-se muitíssimo de cortar suas ânsias de imolação, obrigando-a a arrastar-se como um sapo em vez de deixá-la voar como as águias. (…) O cilício, as disciplinas, as "cadenillas", os jejuns e abstinências, a escassez de sono e outras austeridades deste estilo foram praticadas por todos os santos, em maior ou menor escala; segundo suas forças e disposições atuais, têm que praticá-las todas as almas que aspirem seriamente à santidade. Não há outro caminho para chegar a ela que aquele que nos deixou traçado Jesus Cristo com suas pegadas ensanguentadas até o Calvário.
São João da Cruz concede ao "amor ao sofrimento" uma importância excepcional no processo da própria santificação, na sua obra Subida do Monte Carmelo, aconselha poeticamente:
Procure sempre inclinar-se:
não ao mais fácil, mas ao mais difícil;
não ao mais saboroso, mas ao mais desabrido;
não ao mais gostoso, mas antes ao que dá menos gosto;
não ao que é descanso, mas ao trabalhoso;
não ao que é consolo, se não antes ao desconsolo;
não ao mais, mas sim ao menos;
não ao mais alto e precioso, mas ao mais baixo e desprezível;
não ao que é querer algo, mas a não querer nada;
não andar buscando o melhor das coisas temporais, mas o pior, e desejar entrar em toda desnudez e vazio e pobreza por Cristo
de tudo quanto há no mundo.
Uma tese de 1999 da Universidade Angelicum de Roma, intitulada A Espiritualidade de Madre Teresa de Calcutá e sua influência transformadora no apostolado das Missionárias da Caridade para os mais Pobres dos Pobres, transcreve um comentário de Madre Teresa sobre o uso da "disciplina": Se estou doente, me açoito cinco vezes. Preciso fazê-lo para compartilhar da paixão de Cristo e do sofrimento de nossos pobres. Quando vemos as pessoas sofrendo, a imagem de Cristo surge naturalmente diante de nós. O mesmo trabalho mostra que Madre Teresa pedia às irmãs que usassem o cilício e a disciplina.

## Vide
- Salvifici Dolores, Carta Apostólica de João Paulo II, sobre o sentido cristão do sofrimento humano.
- Cilício
- Sofrimento
- Dor
- Sofrimento na Doutrina da Igreja Católica